# 第3後方支援連隊
第3後方支援連隊（だいさんこうほうしえんれんたい、英語: JGSDF 3rd Logistics Support Regiment）は、陸上自衛隊千僧駐屯地（兵庫県伊丹市）に連隊本部が駐屯する第3師団隷下の後方支援部隊である。

## 概要
連隊長は、1等陸佐（二）が充てられいる。連隊本部を千僧駐屯地に置き、大久保・福知山・伊丹・信太山・姫路・今津の6つの駐屯地に一部部隊を配置して、補給・整備・輸送・衛生の各機能を通じて、第3師団隷下部隊の兵站（補給、整備、回収、輸送等の業務）および衛生の支援を任務とする。また、災害派遣や民生協力、国際貢献活動も行っている。

## 沿革
- 1992年（平成04年）3月27日：第3師団近代化への改編に伴い、第3武器隊・第3補給隊・第3輸送隊・第3衛生隊を統合して第3後方支援連隊が千僧駐屯地において編成完結。衛生隊を大津駐屯地に配置。
- 1994年（平成06年）3月28日：衛生隊が大津駐屯地から千僧駐屯地へ移駐[1]。
- 1995年（平成07年）1月：阪神・淡路大震災発生により、災害派遣出動。
- 1996年（平成08年）3月29日：部隊改編。

1. 第3師団司令部第4部長職が専任化され、連隊長との兼補が解除。
2. 武器隊が武器大隊に改編。

- 2006年（平成18年）3月27日：後方支援体制の変換により武器大隊に第3師団隷下の諸部隊の整備部門を統合し、第1整備大隊、第2整備大隊に再編。
- 2011年（平成23年）3月15日 - 6月：東日本大震災に対する災害派遣活動、第3師団生活支援隊として亘理町で衛生支援、給食支援、入浴・洗濯支援などを実施。
- 2013年（平成25年）11月 - 2014年（平成26年）6月：南スーダン派遣施設隊第5次要員に隊員を派遣[2][3]。
- 2014年（平成26年）8月26日 - 9月1日：平成26年8月豪雨により発生した広島市の土砂災害に対する災害派遣活動、広島市安佐南区で入浴支援を実施[4]。
- 2018年（平成30年）
  - 6月18日：大阪府北部地震の発生に伴う大阪府知事から第3師団長に対して災害派遣要請があったため、本連隊は給水支援・入浴支援に当たった[5]。
  - 6月26日：大阪府知事からの撤収要請により、全ての活動を終了した[5]。
- 2023年（令和05年）3月16日：部隊改編。

1. 第2整備大隊戦車直接支援隊（今津駐屯地）と偵察直接支援小隊（千僧駐屯地）を廃止・統合し、偵察戦闘直接支援隊（第3偵察戦闘大隊を支援）を今津駐屯地に新編。
2. 輸送隊第3輸送小隊（千僧駐屯地）を廃止[6]（セミトレーラにより戦車輸送等を実施してきたが、第3戦車大隊廃止に伴い、30年間の輸送支援を終え廃止。）。

- 2024年（令和06年）3月20日：第3特科隊廃止にともない、第2整備大隊特科直接支援隊（姫路駐屯地）を廃止。

## 部隊編成（任務）[7]
- 第3後方支援連隊本部
- 第3後方支援連隊本部付隊「3後支-本」：連隊本部の支援、連隊の通信に関する業務を担任
  - 付隊本部
  - 連隊本部班
  - 通信小隊
- 第1整備大隊：第3師団師団隷下部隊に対する全般整備支援（衛生器材を除く）および第2整備大隊直接支援部隊に対する増援を実施
  - 第1整備大隊本部
  - 第1整備大隊本部付隊「3後支-1整-本」
    - 化学整備班：第3特殊武器防護隊等を支援

  - 火器車両整備中隊「3後支-1整-火車」
  - 施設整備隊「3後支-1整-施」（大久保駐屯地）：第3施設大隊等を支援
  - 通信電子整備隊「3後支-1整-通」：第3通信大隊等を支援
- 第2整備大隊：第3師団隷下の部隊に装備されている各種装備品（火器、車両、誘導武器、通信器材等）の整備および回収を担任
  - 第2整備大隊本部
  - 第2整備大隊本部付隊「3後支-2整-本」
  - 第1普通科直接支援中隊「3後支-2整-1」（福知山駐屯地）：第7普通科連隊を支援
  - 第2普通科直接支援中隊「3後支-2整-2」（伊丹駐屯地）：第36普通科連隊を支援
  - 第3普通科直接支援中隊「3後支-2整-3」（信太山駐屯地）：第37普通科連隊を支援
  - 高射直接支援隊「3後支-2整-高」（姫路駐屯地）：第3高射特科大隊を支援
  - 偵察戦闘直接支援隊「3後支-2整-偵戦」（今津駐屯地）：第3偵察戦闘大隊を支援
- 補給隊「3後支-補」：糧食・燃料・部品の補給、入浴・洗濯業務を担任し、第3師団隷下部隊を支援
  - 補給隊本部
  - 補給隊本部付隊
  - 需品補給小隊
  - 部品補給小隊
  - 業務小隊
- 輸送隊「3後支-輸」：人員、補給品、車両等の輸送を担任し、第3師団隷下部隊を支援
  - 輸送隊本部
  - 管理班
  - 第1輸送小隊
  - 第2輸送小隊
- 衛生隊「3後支-衛」：第3師団作戦地域での患者の治療・後送および防疫を担任。平素は各種訓練及び衛生技術支援
  - 衛生隊本部
  - 治療隊
  - 救急車小隊

## 第3後方支援連隊長
| 官職名            | 階級    | 氏名   | 補職発令日     | 前職                                 |
| ----------------- | ------- | ------ | -------------- | ------------------------------------ |
| 第3後方支援連隊長 | 1等陸佐 | 橘田英 | 2025年08月01日 | 陸上総隊司令部後方運用部後方運用課長 |

| 代 | 氏名     | 在職期間                        | 前職                                                     | 後職                                      |
| -- | -------- | ------------------------------- | -------------------------------------------------------- | ----------------------------------------- |
| 01 | 山里洋介 | 1992年03月27日 - 1993年03月23日 | 統合幕僚学校学校教官 →1992年3月16日 第3師団司令部第4部長 | 陸上幕僚監部装備部武器・化学課 化学室長   |
| 02 | 小津光由 | 1993年03月24日 - 1995年03月22日 | 陸上幕僚監部教育訓練部教育課 企画班長                    | 陸上幕僚監部装備部需品課長                |
| 03 | 泉新司   | 1995年03月23日 - 1997年03月25日 | 陸上幕僚監部装備部武器・化学課 車両班長                  | 陸上自衛隊関西地区補給処 武器部長         |
| 04 | 山田博敏 | 1997年03月26日 - 1999年03月31日 | 陸上自衛隊幹部学校 教育部教務課長                        | 陸上自衛隊幹部学校主任研究開発官          |
| 05 | 北川実   | 1999年04月01日 - 2001年11月30日 | 装備開発実験隊火器科長                                   | 陸上自衛隊九州補給処 武器部長             |
| 06 | 岩﨑親裕 | 2001年12月01日 - 2002年12月01日 | 陸上幕僚監部人事部人事計画課 企画班長                    | 陸上幕僚監部防衛部防衛課勤務              |
| 07 | 精山英人 | 2002年12月02日 - 2004年07月31日 | 陸上自衛隊研究本部主任研究開発官                         | 陸上自衛隊北海道補給処 総務部長           |
| 08 | 川上幸則 | 2004年08月01日 - 2005年07月31日 | 陸上幕僚監部人事部補任課 人事第2班長                     | 陸上幕僚監部装備部 武器・化学課化学室長   |
| 09 | 森茂敏   | 2005年08月01日 - 2007年03月27日 | 陸上幕僚監部装備部 武器・化学課火器班長                  | 陸上自衛隊武器学校第1教育部長             |
| 10 | 熊岡弘志 | 2007年03月28日 - 2008年12月15日 | 陸上自衛隊研究本部主任研究開発官                         | 陸上自衛隊研究本部研究員                  |
| 11 | 和田信之 | 2008年12月16日 - 2010年11月30日 | 統合幕僚学校教育課第1教官室 学校教官                     | 陸上自衛隊東北補給処 装備計画部長         |
| 12 | 黒丸逸朗 | 2010年12月01日 - 2012年07月25日 | 陸上自衛隊幹部学校学校教官                               | 自衛隊大分地方協力本部長                  |
| 13 | 河原久嗣 | 2012年07月26日 - 2012年11月18日 | 技術研究本部 技術開発官（陸上担当）付 第3開発室長        | 陸上自衛隊幹部学校付                      |
| 14 | 河野玄治 | 2012年11月19日 - 2014年07月31日 | 陸上自衛隊幹部学校主任教官                               | 陸上自衛隊幹部学校主任教官                |
| 15 | 吉岡正孝 | 2014年08月01日 - 2016年07月31日 | 統合幕僚監部首席後方補給官付 後方補給室勤務              | 陸上自衛隊関西補給処装備計画部長          |
| 16 | 西田博昭 | 2016年08月01日 - 2018年11月30日 | 統合幕僚監部首席後方補給官付 後方補給室勤務              | 陸上自衛隊関西補給処装備計画部長          |
| 17 | 三宅睦   | 2018年12月01日 - 2021年12月21日 | 陸上自衛隊教育訓練研究本部教官                           | 陸上幕僚監部装備計画部装備計画課 需品室長 |
| 18 | 上原孝志 | 2021年12月22日 - 2023年07月31日 | 陸上自衛隊教育訓練研究本部 企画調整官                    | 第3師団司令部付                           |
| 19 | 佐藤敦茂 | 2023年08月01日 - 2025年07月31日 | 陸上幕僚監部装備計画部武器・化学課総括班長               | 陸上自衛隊輸送学校勤務                    |
| 20 | 橘田英   | 2025年08月01日 -                | 陸上総隊司令部後方運用部 後方運用課長                    |                                           |

## 主要装備
- 1/2tトラック / 73式小型トラック
- 1 1/2tトラック / 73式中型トラック
- 3 1/2tトラック / 73式大型トラック
- 7tトラック / 74式特大型トラック
- 重レッカ
- 73式特大型セミトレーラ
- 人員輸送車１号* [要検証 – ノート]
- 3トン半水タンク車
- 小型ドーザ
- 3トン半燃料タンク車
- 野外支援車
- 冷凍冷蔵車
- 野外炊具
- 野外洗濯セット2型
- 野外入浴セット2型
- 浄水セット（車載型）
- 野外手術システム
- 1トン半救急車
- 89式5.56mm小銃
- 9mm拳銃
- 12.7mm重機関銃M2
- 91式携帯地対空誘導弾

## 廃止（改編）部隊
- 1996年（平成8年）3月28日廃止
  - 第3後方支援連隊武器隊「3後支-武」（千僧駐屯地）：第3後方支援連隊武器大隊に改編。
- 2006年（平成18年）3月26日廃止
  - 第3後方支援連隊武器大隊「3後支-武」（千僧駐屯地）：第3後方支援連隊第1整備大隊、第3後方支援連隊第2整備大隊に改編。
- 2023年（令和5年）3月15日廃止
  - 第3後方支援連隊第2整備大隊戦車直接支援隊「3後支-2整-戦」（今津駐屯地）：偵察戦闘直接支援隊の一部に改編。
  - 第3後方支援連隊第2整備大隊偵察直接支援小隊「3後支-2整-偵」（千僧駐屯地）：偵察戦闘直接支援隊の一部に改編。
  - 第3後方支援連隊輸送隊第3輸送小隊「3後支-輸」（千僧駐屯地）：セミトレーラ装備。
- 2024年（令和6年）3月20日廃止
  - 第3後方支援連隊第2整備大隊特科直接支援隊「3後支-2整-特」（姫路駐屯地）：中部方面後方支援隊第308特科直接支援中隊（中部方面特科連隊を支援）に改編。